# Вонаве-ле-О
Вонаве-ле-О (фр. Vaulnaveys-le-Haut) — коммуна во Франции, находится в регионе Рона — Альпы. Департамент коммуны — Изер. Входит в состав кантона Визий. Округ коммуны — Гренобль.
Код INSEE коммуны — 38529. Население коммуны на 2010 год составляло 3442 человека. Населённый пункт находится на высоте от 338  до 1 714  метров над уровнем моря. Муниципалитет расположен на расстоянии около 500 км юго-восточнее Парижа, 105 км юго-восточнее Лиона, 11 км юго-восточнее Гренобля. Мэр коммуны — Жером Ришар, мандат действует на протяжении 2008—2014 гг.
Динамика населения (INSEE):